# Paros
Pour l’article homonyme, voir Paroš.
Páros (en grec ancien et en grec moderne Πάρος) est une île de la mer Égée et un dème de Grèce. Elle se trouve à l'ouest de Naxos dans l'archipel des Cyclades dont elle est la troisième plus grande île par sa superficie ainsi que principal carrefour maritime. Parikiá est la plus grande ville et le port principal de l'île. Ses habitants sont les Pariens.
Les plus anciennes traces d'habitat dans les Cyclades, vieilles de près de 7 000 ans, ont été découvertes sur l'îlot de Saliangos, entre Paros et Antiparos. Son marbre fit sa richesse dans l'Antiquité. Elle fut longtemps rivale de sa voisine Naxos. Elle passa ensuite sous domination athénienne puis macédonienne, romaine et byzantine. Intégrée dans le duché de Naxos, l'île passa par le jeu des successions sous la protection de Venise. Ravagée par les troupes de Barberousse, elle fit alors partie de l'Empire ottoman puis intégra le royaume de Grèce après la guerre d'indépendance.
Paros est une île fertile qui dispose aussi de ressources minérales. Elle est aujourd'hui une importante destination touristique internationale et grecque avec un fort développement des résidences secondaires de week-end.
Paros doit une partie de sa célébrité à son marbre, le plus translucide au monde, qui a servi à la réalisation de nombreux chefs-d'œuvre de la sculpture, ainsi qu'à la Chronique de Paros.

## Géographie physique

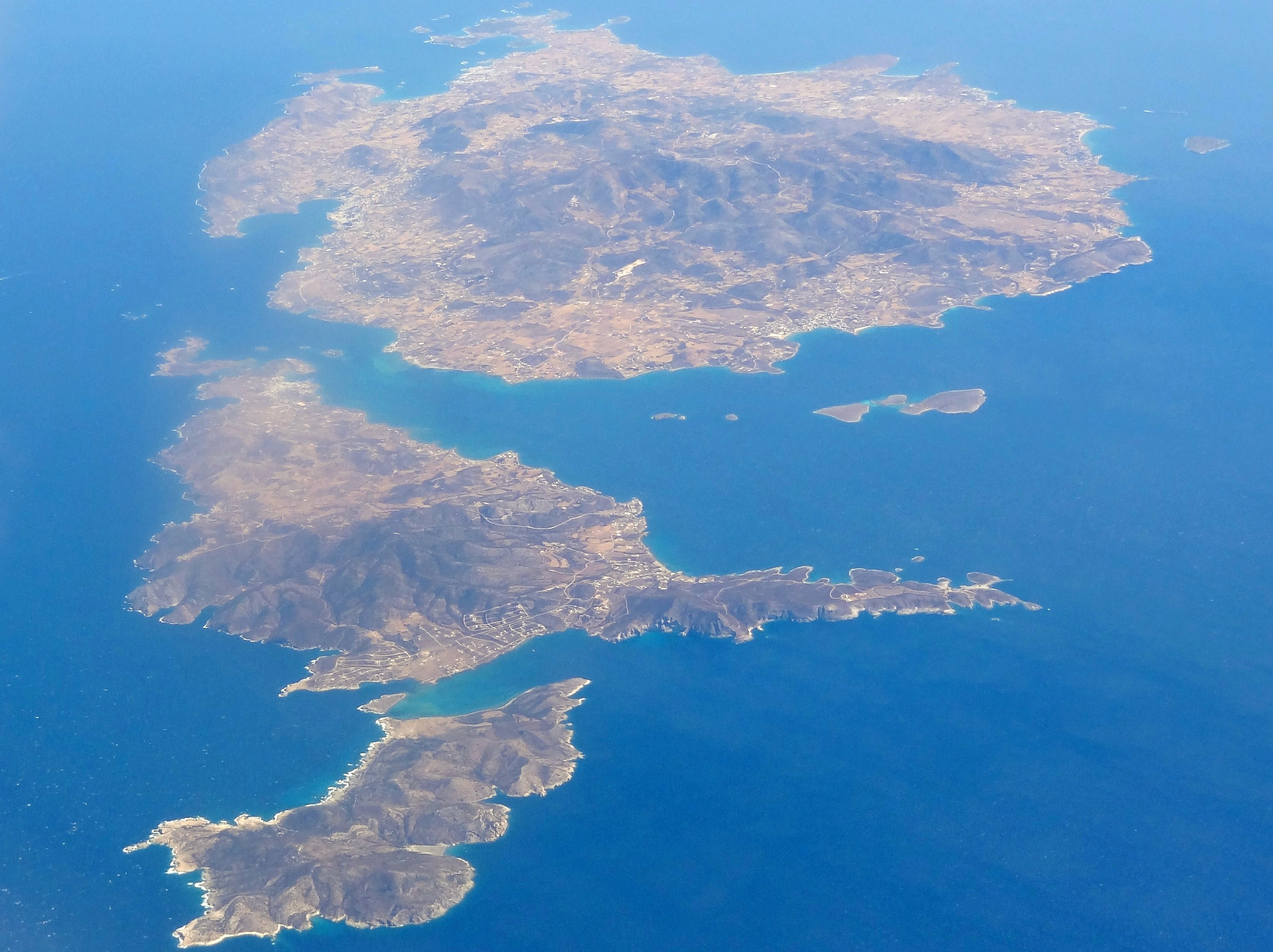
Photo aérienne de Despotikó, Antiparos et Paros (du premier au dernier plan).

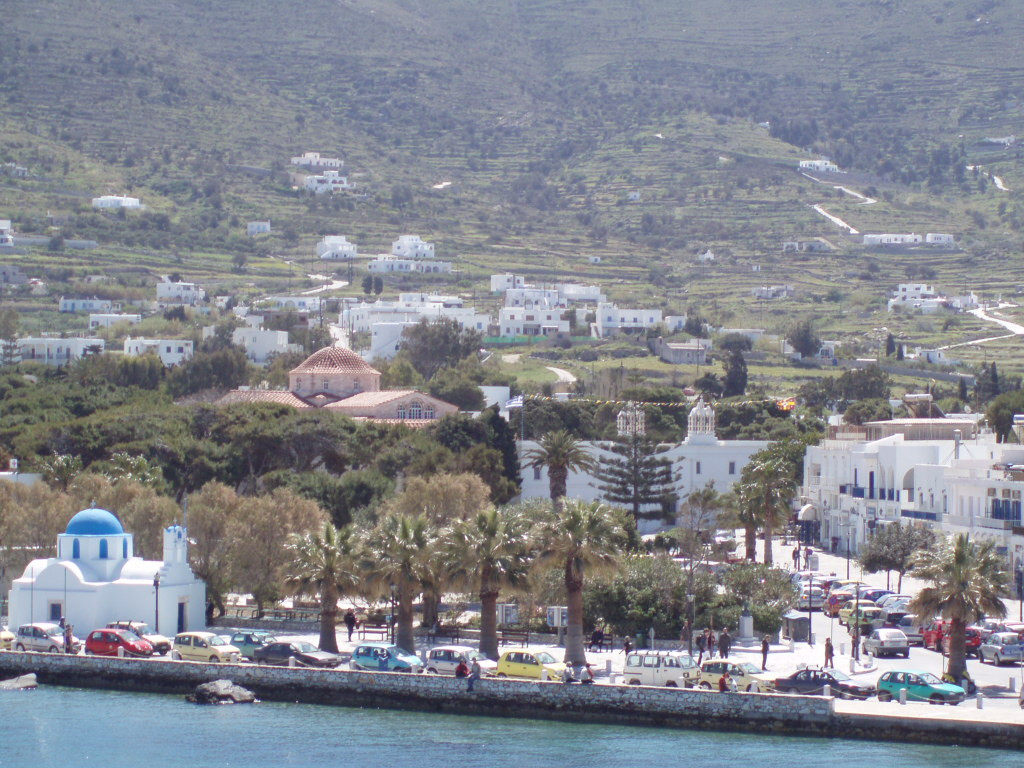
Parikiá avec la Panaghia Ekatontapiliani.

Paros est une île en forme d'ellipse orientée sud-sud-est / nord-nord-ouest. Elle mesure 196,755 km2, ce qui en fait la troisième plus grande des Cyclades. Son littoral est long de 111 km. Elle se trouve à environ 95 milles marins du Pirée. L'île fait partie d'un petit archipel qui comprend aussi Antiparos, Despotikó et Strongylo auxquelles elle était reliée dans les temps anciens,. Son plus haut sommet, Aghion Pandon (dit parfois aussi Profitis Ilias) culmine à 755 mètres.

### Géologie
Paros, comme sa voisine Naxos, fait partie d'un ensemble plus vaste, « attico-cycladique », englobant l'Attique, le Sud de l'Eubée et les Cyclades. Il est constitué de roches cristallines et métamorphiques formées il y a 40 à 45 millions d'années, à l'éocène moyen à une profondeur de 40 à 45 km. Durant l'oligocène et la formation des Alpes, ces roches, ainsi que du magma granitique, remontèrent à la surface, il y a environ 25 millions d'années. Il y a 17 millions d'années, une remontée de granodiorite eut lieu. L'île est donc principalement granitique, avec d'importantes inclusions de calcaire transformé en marbre,.

### Relief
La chaîne centrale de sommets, appelée chaîne de Marpissa, orientée sud-sud-est / nord-nord-ouest, domine le centre de l'île : Aghion Pandon à 755 mètres, Strouboulas (725 mètres), Vardhia (475 mètres), Korakia (425 mètres). Les pentes descendent doucement vers la mer. Elles deviennent alors de fertiles plaines littorales : le Kambos en arrière de Parikiá, une autre en arrière de Naoussa, une occupant toute la façade est de l'île et enfin la plaine parfois marécageuse d'Aliki au sud-ouest. Les côtes, hormis le long des plaines littorales sont très découpées, rocheuses et abruptes, entrecoupées de petites criques.

### Climat
| Mois                              | jan. | fév. | mars | avril | mai | juin | jui. | août | sep. | oct. | nov. | déc. | année |
| --------------------------------- | ---- | ---- | ---- | ----- | --- | ---- | ---- | ---- | ---- | ---- | ---- | ---- | ----- |
| Température minimale moyenne (°C) | 9    | 9    | 10   | 12    | 15  | 19   | 22   | 22   | 19   | 16   | 13   | 10   | 14,66 |
| Température maximale moyenne (°C) | 13   | 13   | 16   | 18    | 22  | 27   | 29   | 29   | 25   | 22   | 17   | 14   | 19,58 |
| Ensoleillement (h)                | 124  | 140  | 217  | 240   | 310 | 390  | 434  | 403  | 330  | 210  | 150  | 124  | 3 072 |
| Précipitations (mm)               | 94   | 66   | 58   | 25    | 14  | 4    | 2    | 2    | 11   | 50   | 63   | 92   | 481   |

Le climat de Paros est méditerranéen nuancé par le caractère insulaire cycladique. Les hivers sont doux (gelées et neige sont très rares) et humides. Les étés sont secs et relativement chauds mais ce dernier phénomène est nuancé par l'importance du meltem qui souffle parfois très fort (jusqu'à 7 Beaufort) plus de la moitié du temps. La température moyenne de l'année est de 18,5 °C (12 °C l'hiver et 24 °C l'été).

## Administration et population

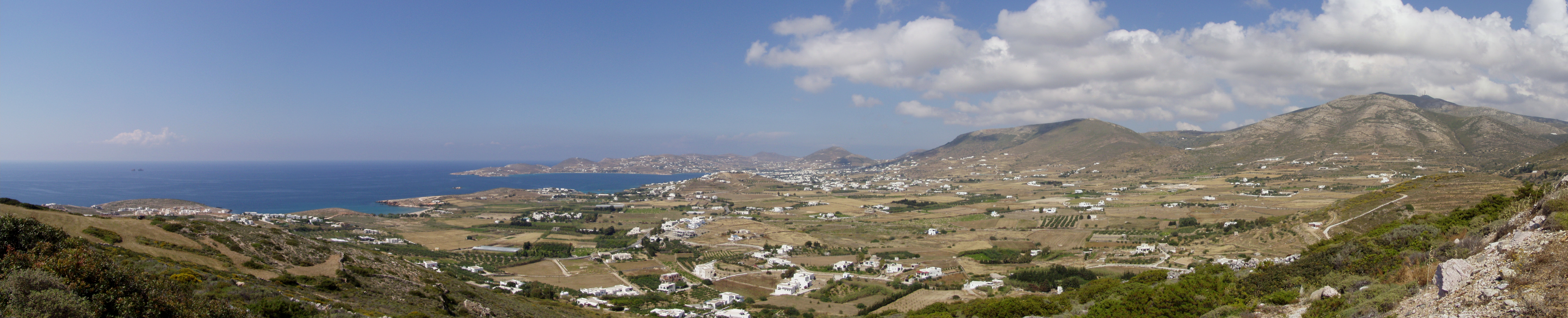
Vue panoramique de Parikiá.

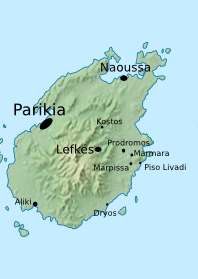
Carte de Paros avec les principales localités.

Paros est un dème qui compte 12 853 habitants qui sont répartis dans divers villes, villages et monastères : 
- District de « Parikiá » (5 812 hab.) qui comprend Parikiá (4 522 hab.), Vouniá (23 hab.), Voutákos (52 hab.), Glisídia (65 hab.), Élpas (112 hab.), Kakápetra (178 hab.), Kalámi (115 hab.), Kamáres (99 hab.), Kámbos (126 hab.), Koukoumavlés (30 hab.), Krotíri (84 hab.), Parásporos (39 hab.), Poúnta (76 hab.), Sarakíniko (127 hab.), Sotíres (96 hab.), Chorioudáki (28 hab.), les monastères Christos Dassous (32 hab.) et Ághios Charálambos (8 hab.) et les îlots inhabités d'Ághios Spirídon.
- District d'« Angeriá » (981 hab.) qui comprend Angeriá (271 hab.), Alikí (504 hab.), Tripití (25 hab.), Aneratzá (1 hab.), Voutákos (19 hab.), Glarómbouta (35 hab.), Kamári (72 hab.), Makriá Míti (27 hab.), le monastère Ághios Theodóros (27 hab.) et l'îlot inhabité de Panteronísi.

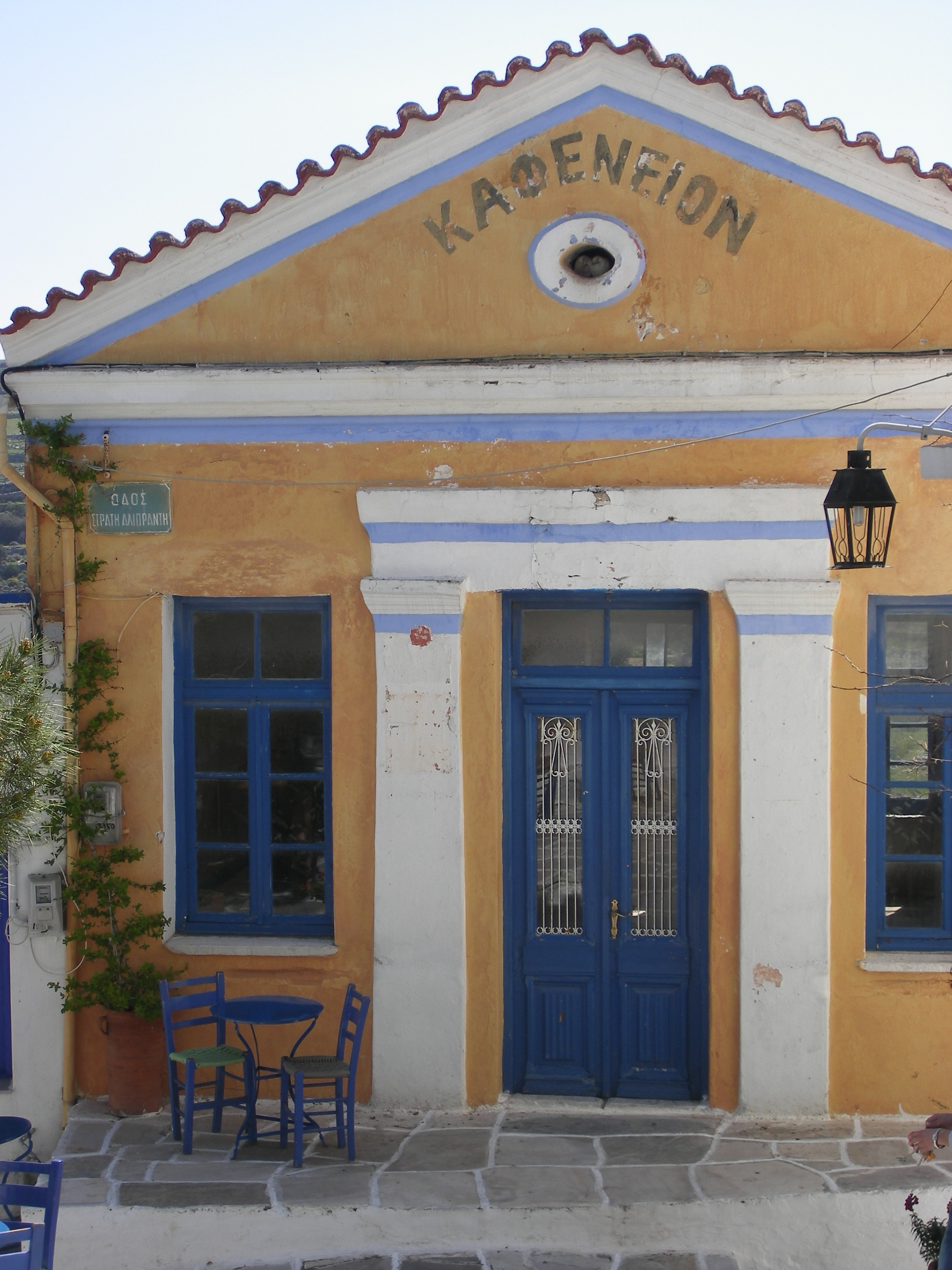
Le kafenío de Lefkés

- District d'« Archiloque » (910 hab.) qui comprend Mármara (543 hab.), Glyfádes (8 hab.), Mólos (28 hab.), Pródromos (311 hab.), Tsoukaliá (16 hab.) et le monastère Ághios Nikólaos (4 hab.).
- District de « Kóstos » (374 hab.) qui comprend Kóstos (235 hab.), Istérion (64 hab.) et Maráthi (75 hab.)
- District de « Lefkés » (765 hab.) qui comprend Lefkés (519 hab.), Áspro Chorío (166 hab.), Vouniá (44 hab.), Glyfà (33 hab.) et Langáda (3 hab.)
- District de « Marpíssa » (984 hab.) qui comprend Márpissa (519 hab.), Dryós (201 hab.), Píso Livádi (79 hab.), Pirgáki (65 hab.), Tzánes (35 hab.), Toúlos (23 hab.), Tsoukalás (14 hab), Chryssí Aktí (48 hab.) et les îlots inhabités de Dryonísi et Makronísi.
- District de « Náoussa » (3 027 hab.) qui comprend  Náoussa (2 316 hab.), Ambelás (147 hab.), Kamáres (147 hab.), Kolymbíthres (29 hab.), Lángeri (66 hab.), Livádia (83 hab.), Xifára (63 hab.), Protórgia (54 hab.), les monastères Ághios Andréas (52 hab.), Ághios Antiníos (33 hab.) et Longovárdas (37 hab.) et les îlots inhabités d'Aghía Kalí, Ághios Artémios, Gaïdouronísi, Galiátsos, Glaropoúnda, Evriókastro, Mavronísi, Mikronísi, Panteronísi, Tetartonísi, Tigáni, Toúrlos, Filídi et les Phoínisses.

## Étymologie et mythologie
Paros tiendrait son nom de Paros, chef des Arcadiens qui s'y installèrent vers le VIIIe siècle av. J.-C. Elle porta aussi comme nom dans l'Antiquité : Kavarnis, Hyria, Panetia et Minoa ou Minois (en raison de ses liens avec la civilisation minoenne).
Un mythe purement local raconte comment l'important culte de Déméter fut instauré sur l'île. Alors que la déesse parcourait le monde à la recherche de sa fille, un Parien nommé Cabarnos, lui révéla qu'elle avait été enlevée par Hadès. En récompense, Déméter accorda à Cabarnos et ses descendants la prêtrise de son culte sur l'île. Dion de Pruse écrit dans son Xe Discours qu'après la guerre de Troie, les Grecs chassés par les Doriens vinrent en Asie comme dans un pays ami et allié, ne sachant où se retirer, et s'établirent dans le lieu que leur cédèrent Priam et Hector, par amitié leur donnèrent Paros entre autres endroits considérables.
Une légende raconte que le roi Minos sacrifiait aux Charites sur Paros lorsqu'il apprit l'assassinat de son fils Androgée à Athènes. Il poursuivit le sacrifice, mais rejeta la couronne qui ornait sa tête et arrêta la musique des flûtes rituelles. On explique ainsi le caractère particulier des sacrifices aux Grâces à Paros dans l'antiquité : sans couronnes de fleurs ni musique. Androgée avait eu deux fils, Alcée et Sthénélos, que Minos aurait établis sur Paros avec leurs oncles, les fils qu'il aurait eus avec la nymphe Paria (à moins que son nom ne signifie qu'elle était originaire de Paros) : Néphalion, Eurymédon, Chrysès et Philolaos. C'est ainsi que la mythologie explique la domination minoenne sur l'île. On raconte qu'Héraclès aborda à Paros lors de son expédition contre les Amazones. Deux de ses compagnons furent tués par les fils de Minos. Héraclès mit le siège devant la ville. Pour l'apaiser, les habitants lui proposèrent de prendre avec lui deux de leurs princes. Il choisit les petits-fils de Minos Alcée et Sthénélos. De retour de son expédition contre les Amazones, Héraclès s'arrêta sur l'île de Thasos, en chassa les Thraces et y installa Sthénélos comme souverain. On peut à nouveau lire dans les légendes l'histoire de l'île, avec le passage de la sphère d'influence minoenne à la sphère d'influence mycénienne ainsi que la présence des Pariens sur l'île de Thasos, au Nord de la mer Égée à la suite de la vague de colonisation.

## Histoire
Pline l'Ancien écrivait à propos de Paros : « Paros avec sa ville, à 38 000 pas de Délos, célèbre par son marbre, appelée d'abord Platéa, puis Minoïs ».

### Préhistoire
Les premiers habitants de l'île seraient les Cariens qui s'y seraient installés au mésolithique vers 7500 ~ 6500 avant notre ère.

C'est sur l'îlot de Saliagos, entre Paros et Antiparos que les archéologues ont découvert les plus anciennes traces d'habitat dans les Cyclades (-5300 ~ -4500). Les îles de Paros, Antiparos et Despotikó furent occupées durant toute la période protocycladique (3200 - 2200/2000) : civilisation « Pilou-Lakkoudon », civilisation « Kéros-Syros », civilisation « Philakopi-Polis I » puis civilisation « Philakopi-Polis II ». L'île passa ensuite dans la sphère d'influence minoenne en raison de la qualité de ses ports.

### Antiquité
Paros passa dans la zone mycénienne.

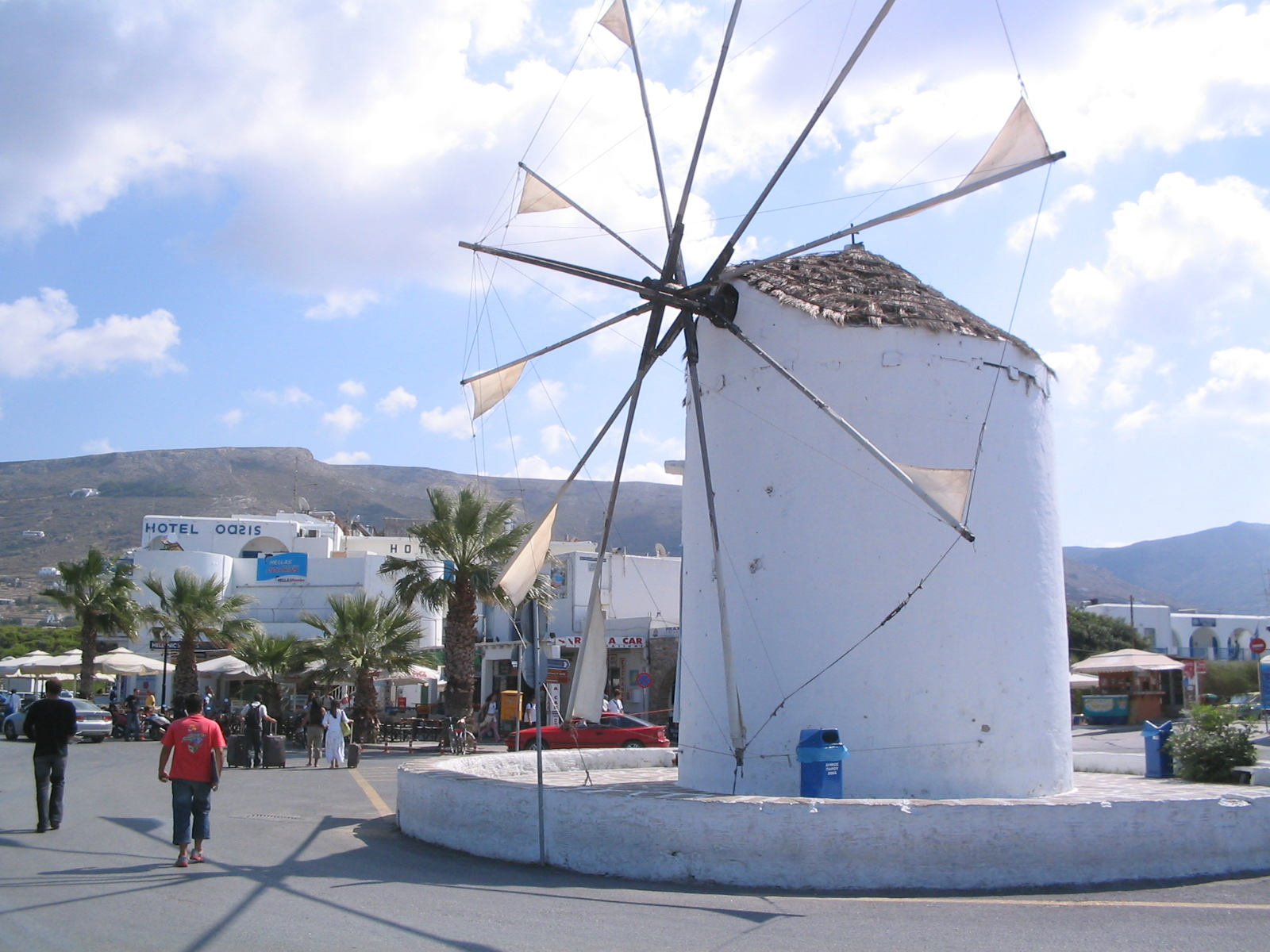
Moulin à vent à Parikia, la capitale de l'île de Paros, à la sortie du port

Au début du premier millénaire, les Arcadiens, menés par Paros, colonisèrent l'île. Ils furent rapidement suivis des Ioniens commandés par Klytios[Lequel ?] et Mélas. Paros connut son âge d'or au VIIIe siècle av. J.-C. Son célèbre marbre fit alors sa richesse. Elle devint une grande puissance commerciale égéenne et fonda des colonies. La plus célèbre fut Thasos, conquise par Télessiklis, père du poète Archiloque. D'autres colonies furent installées en Thrace (-650-625) et en Propontide.

Vers -600, Paros commença à battre sa propre monnaie. L'île entra alors en concurrence avec sa voisine Naxos. Les guerres opposant les deux îles occupèrent la majeure partie du VIIe siècle av. J.-C. Ce fut au cours de l'une d'elles que le poète Archiloque perdit la vie. Naxos finit par l'emporter. Les oligarques pariens choisirent le camp des Perses lors des Guerres médiques. Les Pariens fournirent des trières à la flotte perse de Datis. Ils participèrent au pillage d'Érétrie. Ils se trouvaient aussi du côté perse à Marathon. L'île fut vainement assiégée par Miltiade en 489 av .J.-C., ce qui entraîna la disgrâce de ce dernier. La seconde campagne, menée par Thémistocle fut un succès athénien. Paros intégra après la bataille de Salamine la ligue de Délos, fondée par Athènes. La contribution parienne s'élevait à seize talents d'or. Après la défaite d'Athènes lors de la guerre du Péloponnèse, Paros passa sous la domination de Sparte (-404). En -378, l'île devint membre de la seconde confédération athénienne, mais elle se rebella en -357. En -338, elle fut envahie par les Macédoniens. Elle connut ensuite la domination des Ptolémées, puis du roi Mithridate. En -145, elle passa sous la domination de Rome.

#### Le port antique de Paros
L’île de Paros a eu un port maritime florissant pendant l’Antiquité. Elle a fondé des colonies telles Thasos au VIIIe siècle av. J.-C. et celle de l’île de Pharos sur la côte dalmate au IVe siècle av. J.-C. L’Éphorat grec a fouillé les ports de Paroikia et Naoussa entre le 6 et le 11 septembre 1979. À Paroikia, l’équipe d’archéologues de l’Éphorat a trouvé plusieurs structures sous la mer dans la zone du port. D’abord, plusieurs grands blocs de marbre, et des pièces de calcaire utilisés dans l’architecture, ont été trouvés dans le port dans une profondeur d’entre un et six mètres. Des colonnes de marbre de différentes tailles ont aussi été découvertes très près de la côte dans le port. Une petite colonnette en marbre de trente-six centimètres de diamètre a été trouvée enfoncée dans les galets à une profondeur de six mètres. Au nord-ouest de cette colonnette, deux colonnes en marbre, de 1,30 m et 2,80 m de diamètre, demeuraient debout dans le sable. Deux grands blocs rectangulaires de marbre, dont le plus grand mesurait 3,1 mètres de longueur ont été trouvés couchés sur le fond. Une autre colonne en marbre d’une longueur de 4,35 m, était couchée dans le sable à côté d’autres colonnes de tailles variables. Il est possible que ces colonnes et blocs formaient le matériel d’un bâtiment en marbre érigé sur le quai de l’ancien port tout près de la mer. Cependant, il est également possible que ces blocs formaient un bâtiment fabriqué pour exporter au continent, où il aurait été assemblé. Les blocs de marbre sont du même type trouvé dans une épave près de Crotone, en Italie.
Dans la baie de Paroikia, plusieurs structures ont été trouvées. Un grand bâtiment avec plusieurs salles a été trouvé très près de la plage. Des murs étaient formés de craie et de gneiss. Rubensohn avait fourni un plan de ce bâtiment et pensait qu’il s’agissait d’une construction romaine. Une grande jetée, sûrement faisant office de brise-lames, a été découverte lors des travaux de fouilles. Le haut de cette jetée se trouve à une profondeur de deux à trois mètres de la surface. La structure prenait la forme d’une langue et était construit de pierres de gravats. En section, ce môle prenait la forme d’une rampe avec au centre une dépression circulaire de deux mètres de largeur et un mètre de profondeur. À Naoussa, au nord de l’île, trois môles ont été localisés ainsi que des céramiques romaines du Ier siècle av. J.-C. et byzantines.

### Périodes récentes

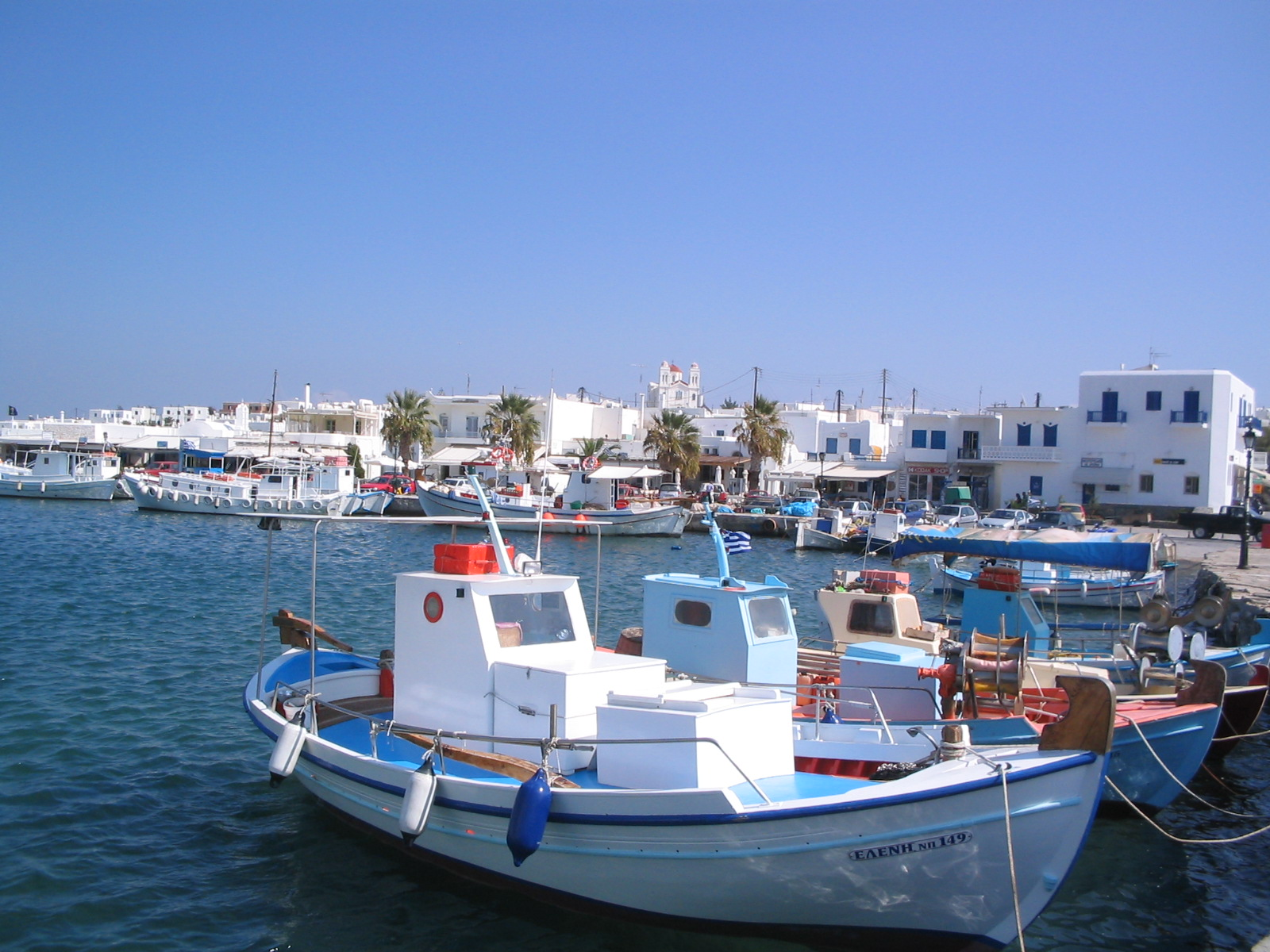
Le village de Naoussa, sur l'île de Paros

Un archevêché est attesté sur l'île dès le IVe siècle. Elle restait toujours un grand centre commercial.
L'église de la Panaghia Ekatontopiliani aurait été construite sous le règne de Justinien (527-563). La plupart des Pariens installés autour de l'église travaillaient sur les terres de celle-ci en tant que fermiers (pariki). Le bourg prit donc le nom de Paroikia.
En 675, un raid slave pilla l'île qui fut abandonnée par ses habitants. Des raids de pirates saccagèrent l'île à maintes reprises au VIIe siècle. Le raid arabe de 902 donna le coup de grâce à Paros qui ne put renaître qu'à l'époque des Comnène (1081-1185). Les Vénitiens, menés par le doge Domenico Micheli pillèrent l'île à leur tour. 

L'île fut conquise avec le reste de l'Égée par les Vénitiens en 1207. Elle fut rattachée au duché de Naxos de Marco Sanudo. C'est alors (1260) que le fort de Parikia fut construit à partir des vestiges des temples antiques voisins. Le commerce du marbre reprit et prospéra. En 1389, Paros fut donnée en dot à Maria Sanudo lorsqu'elle épousa Gaspard Sommaripa. Le règne de Crousinos Sommaripa (à partir de 1430) fut un âge d'or pour l'île. Les Turcs, commandés par Barberousse s'en emparèrent en 1537 et la détruisirent. Les revenus de l'île furent donnés au Capitan Pacha (chef suprême de la marine ottomane) en 1578. En 1580, Paros, Naxos, Milo, Santorin et Syros obtinrent un statut fiscal favorable qui assura leur prospérité. Les pirates faisaient cependant peser un danger permanent. Ils aimaient les ports naturels de Paros, surtout Naoussa. En représailles, le Capudan Pacha pilla l'île en 1666.
À la fin du XVIIe siècle, six drogmans au service de la flotte turque étaient originaires de Paros et membres de la famille Mavrogeni.
En 1770, les Russes, commandés par les frères Orlov, chassèrent les Ottomans et s'installèrent sur l'île pour sept ans. Ils utilisèrent la baie de Naoussa pour leur flotte de guerre. Toutefois, la présence ottomane demeura jusqu'à la libération de l'île en 1825. L'héroïne de la guerre d'indépendance grecque, Mado Mavrogeni, originaire de Mykonos, opéra depuis Paros avec ses navires.
L'île souffrit grandement de l'invasion des Ottomans durant le XIXe siècle. Certains villages conservent des stèles rendant compte de massacres importants perpétrés par des Turcs à l'endroit des Grecs, qui s'y sont déroulés.

## La basilique de la Panaghia Ekatontapiliani

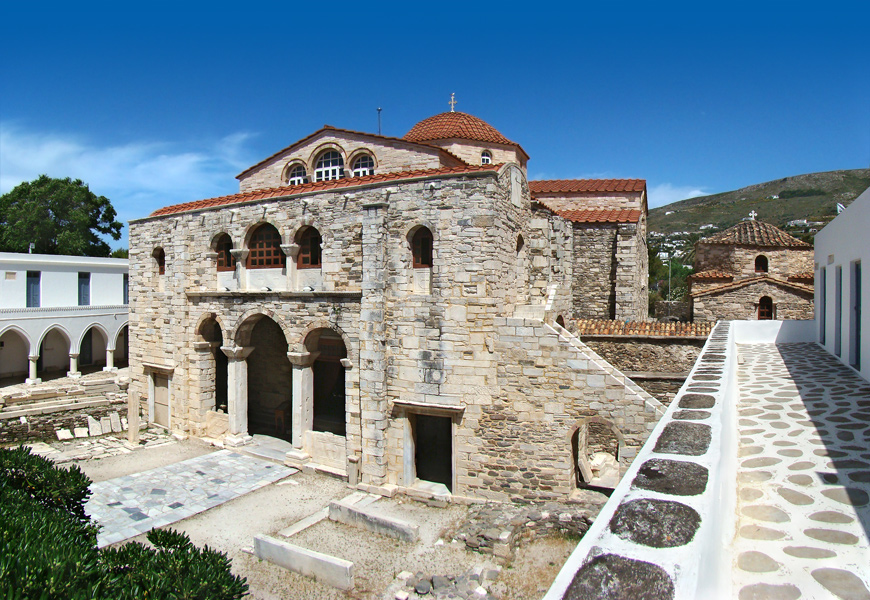
L'église de la Panaghia Ekatontapiliani

Église de la « Vierge aux Cents Portes », comme le veut maintenant la légende, c'est un immense bâtiment en pierres apparentes (et non chaulées comme pour la plupart des autres églises des Cyclades) et couverte de tuiles.

Son nom viendrait plutôt de « Katapoliani » (en dehors de la ville), puisqu'elle fut longtemps située à l'écart du bourg originel autour du Kastro. Theodore Bent en 1894 la plaçait encore « à cinq minutes de marche de Paroikia ». Il n'avait pas, disait-il, compté les portes, mais il doutait qu'il y en eut cent. Il suggérait qu'il faudrait alors peut-être ajouter les fenêtres, puisque l'église est entourée d'un cloître et d'un monastère.

En fait, le nom aurait été corrompu lors de l'occupation ottomane. La légende voudrait que l'église n'ait que 99 portes et que la centième apparaîtrait par miracle lorsque Constantinople serait reconquise.

Une légende attribue la fondation de l'église à Sainte Hélène, la mère de l'empereur Constantin. Une légende différente choisit l'autre grande figure byzantine, Justinien qui aurait commandé Ekatontapiliani à un élève d'Isidore, l'architecte de Sainte-Sophie.

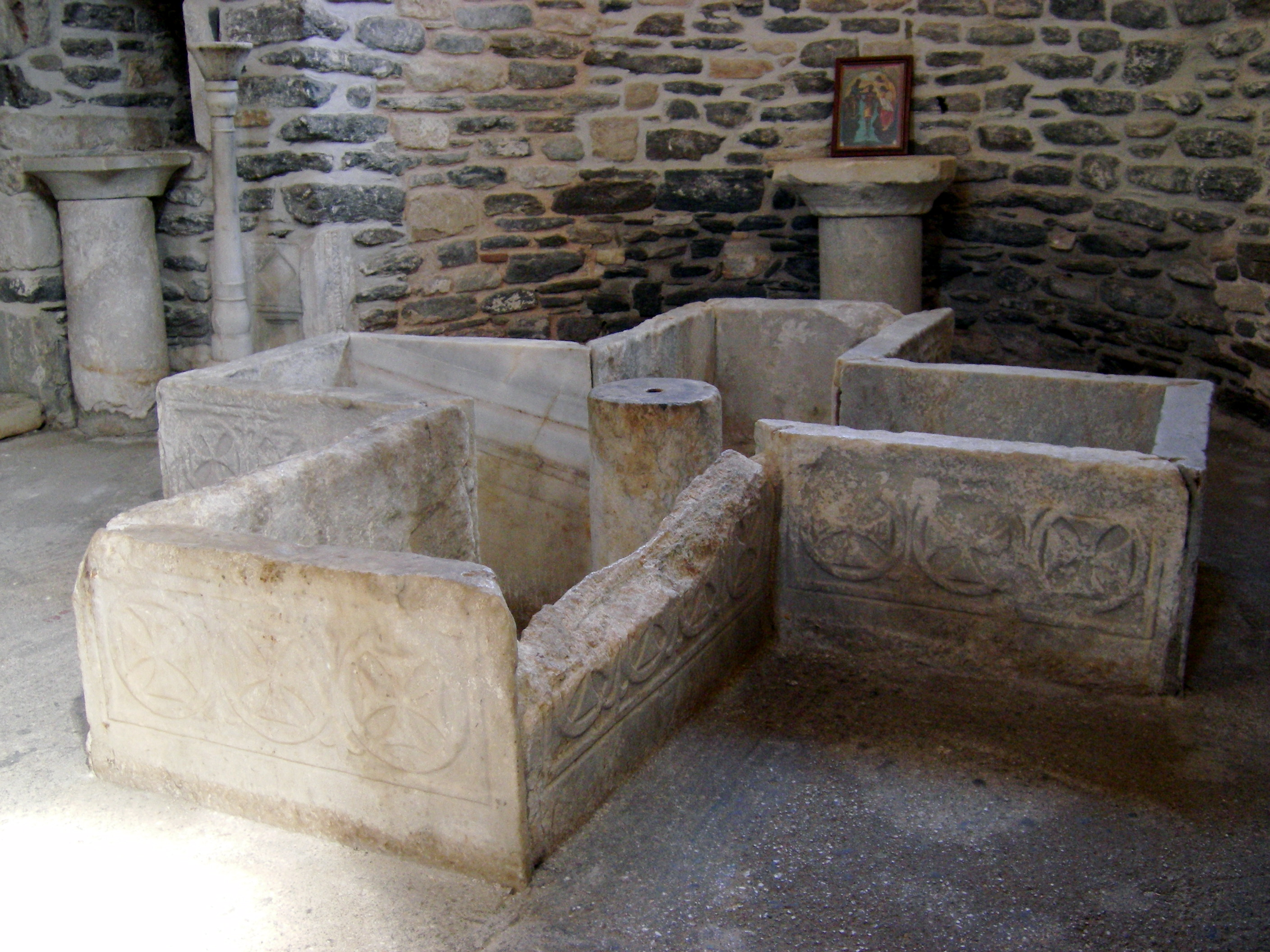
Le baptistère du IVe siècle.

Les fouilles du professeur Orlando dans les années 1960 ont mis au jour un baptistère et un atrium prouvant que les premières constructions remontaient au IVe siècle.
La première église était alors ce qui est de nos jours la chapelle Saint-Nicolas. Le bâtiment fut modifié au Xe siècle, puis au XVIIIe. Il fut endommagé par un tremblement de terre en 1733. Le professeur Athanasios Orlando lui donna l'aspect qu'il a aujourd'hui à l'issue de ses travaux scientifiques entre 1959 et 1966. C'est lui qui a choisi de laisser pierres et tuiles apparentes.

L'église principale est en plan centré. Le dôme central est soutenu par un tambour percé de fenêtres et quatre pendentifs, ou trompes d'angle, ornés de séraphins. L'ensemble est bâti en pierres poreuses colorées (principalement en vert et rouge), ce qui ajoute au sentiment de légèreté qu'inspire le dôme.

L'église dispose d'un étage, réservé aux femmes (gynécée).
L'architrave de l'iconostase remonte au VIe siècle, tout comme le ciborium, un des plus anciens connus. Le synthronon épiscopal est formé de 7 degrés semi-circulaires en marbre récupérés dans les ruines du théâtre antique. Sous le synthronon coule la source miraculeuse qui aurait abreuvé Theoktisti, une sainte parienne enterrée dans une des chapelles latérales.
Theoktisti (Sainte Théoctiste de Paros) serait une jeune fille du VIIIe siècle, originaire de Mytilène. Enlevée à 18 ans par des pirates, elle aurait réussi à s'échapper du navire. Elle aurait échoué sur Paros où elle aurait vécu en ascète dans l'église d'Ekatontapiliani. Cette légende pourrait donc corroborer le fait que Paros ait été désertée à l'époque byzantine. Theoktisti aurait vécu ainsi trente ans avant d'être découverte par un chasseur qui fut effrayé par ce squelette quasi fantomatique. À sa mort, elle devint patronne de l'île et fut enterrée dans Ekatontapiliani.
Ekatontapiliani est un important lieu de pèlerinage pour l'Assomption, presque à l'égal de Tinos.

## Économie et Tourisme

### Comparaison du poids du tourisme dans diverses îles des Cyclades
| | Amorgós | Naxos | Paros   | Mykonos  | Santorin |
| Nombre de lits (2006)                                                                                                | 298     | 4 239 | 6 616   | 9 274    | 9 789    |
| Lits/km2 (1997) | 11,2    | 17,9  | 81,8    | 154,2    | 253,4    |
| Lits/habitants (1997)                                                                                                | 0,71    | 0,43  | 1,25    | 1,36     | 1,6      |
| Nuitées/habitants (1997)                                                                                             | 2,9     | 8,5   | 47,2    | 127,2    | 20,6     |
| Nuitées/superficie (1997)                                                                                            | 41,5    | 351,9 | 3 102,8 | 14 374,3 | 3 264,3  |
| Source : Ioannis Spilianis, Tourisme et développement durable en Méditerranée. La Grèce, Université de l'Égée, 2003. |         |       |         |          |          |

### Transport aérien
|                                                   | Naxos  | Paros  | Mykonos | Santorin |
| Nombre de vols (atterrissages et décollages) 2004 | 926    | 1 680  | 6 136   | 6 971    |
| Nombre de vols (atterrissages et décollages) 2006 | 886    | 1 641  | 6 466   | 8 344    |
| Nombre de départs (2004)                          | 15 000 | 15 000 | 168 000 | 283 000  |
| Nombre de départs (2006)                          | 15 000 | 16 000 | 199 000 | 352 000  |
| Nombre d'arrivées (2004)                          | 13 000 | 18 000 | 166 000 | 265 000  |
| Nombre d'arrivées (2006)                          | 13 000 | 21 000 | 198 000 | 326 000  |
| Source : Office national grec de la Statistique.  |        |        |         |          |

Le trafic aérien sur l'Aéroport de Paros était en forte croissance avant l'arrivée de la pandémie de covid-19 et un nouvel aéroport capable d'accueillir des avions plus larges a été ouvert en 2016 pour stimuler le trafic aérien.

## Culture

### Média
Paros dispose aujourd'hui de trois quotidiens en grec Nea tis Parou, Foni tis Parou et Parianos Typos, d'un hebdomadaire en anglais Paros News et de quatre stations de radio Naoussa FM (94.5), Paros FM (98.5), Echo FM (102.1) et Evenos FM (106.6).

### Sport
L'île possède divers clubs culturels et sportifs : l'association culturelle d'Agairia, l'association culturelle Archilochos, l'Asteras (club sportif à  Marmara), l'association culturelle de Kostos, l'association culturelle de Lefkes, le Marpissaikos (club sportif, éducatif et culturel à Marpissa), le groupe de musique et danse de Naoussa, le Nireus (club sportif, éducatif et culturel), le club nautique de Paros (à Parikiá), l'association culturelle de Paros, l'association culturelle de Prodromos, et le club de karaté Shorinji Ryu-Wado.

## Personnalités liées à l'île
- Paros est la patrie d'origine d'Archiloque (VIIe siècle av. J.-C.) et de Événos de Paros (Ve siècle av. J.-C.), poètes antiques.
- Paros est la patrie d'origine de Polygnote (peintre du Ve siècle av. J.-C.) et de Scopas (sculpteur du Ve siècle av. J.-C.).
- Les fils puînés des ducs de Naxos recevaient Paros en apanage.
- Nur-Banu (vers 1525 - 1583), née Cecilia Venier-Baffo fut une des épouses du sultan Sélim II et la mère du sultan Mourad III au XVIe siècle.
- Nikólaos Mavrogénis (1735-1790), phanariote hospodar de Valachie à la fin du XVIIIe siècle y est né.
- Manto Mavrogenous (1796-1848), héroïne de la guerre d'indépendance grecque, nièce de Nikólaos Mavrogénis est enterrée devant la Panaghia Ekatontapiliani.
- Nikos Perantinos (1910-1991) sculpteur y est né.

## Naufrage
En septembre 2000, le ferry Express Samina (ex-Corse) de la compagnie grecque Hellas Ferries en provenance du port du Pirée heurte les îlots de porte et fait naufrage. Quelque 82 passagers trouvent la mort. L'épave gît aujourd'hui par 38 mètres de fond dans la baie de Parikia.